# Ichthyophis humphreyi
Espèce
Statut de conservation UICN

 DD  : Données insuffisantes
Ichthyophis humphreyi est une espèce de gymnophiones de la famille des Ichthyophiidae.

## Répartition
Cette espèce n'est connue que par son holotype d'origine inconnue.

## Étymologie
Cette espèce est nommée en l'honneur de Philip Strong Humphrey (1926-2009).

## Publication originale
- Taylor, 1973 : A caecilian miscellany. University of Kansas Science Bulletin,  vol. 50, no 5, p. 187-231 (texte intégral).